# Kolonie włoskie
     Planowany zasięg włoskich kolonii po wojnie
     Planowane granice Wielkich Włoch

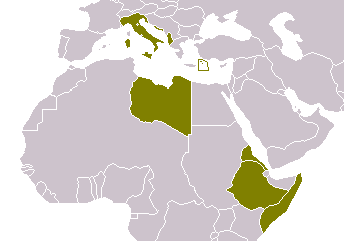
Włochy i ich kolonie w 1940 roku

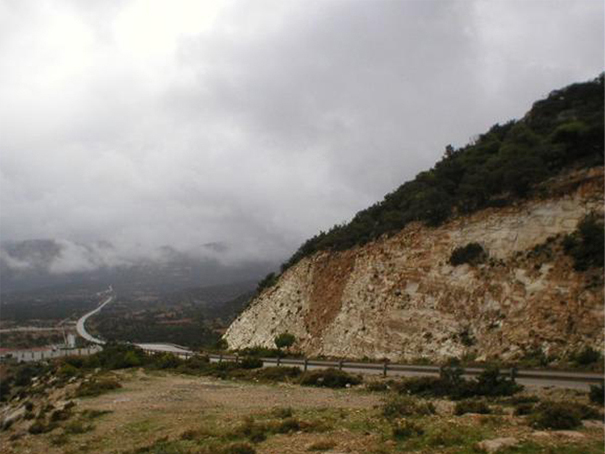
Góry Zielone – miejsce działań libijskiej partyzantki w latach 1911–1935

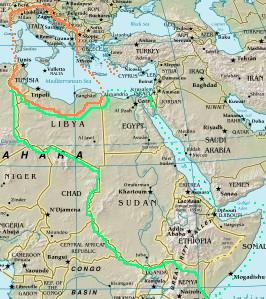
Planowany zasięg włoskich kolonii po wojnie
Planowane granice Wielkich Włoch

Królestwo Włoch posiadało niewielkie, w porównaniu do innych państw, kolonie.

## Posiadłości włoskie w chwili rozpadu imperium
- Włoska Afryka Wschodnia, czyli Somali Włoskie, Cesarstwo Etiopii i Erytrea Włoska, od czerwca 1936 do 28 listopada 1941 roku.
- Libia Włoska (niekiedy błędnie uznawana za część Włoskiej Afryki Wschodniej) 1934–1943
- Albania 1939–1943, protektorat
- Dodekanez i Wyspy Jońskie

## Historia

### Aspiracje kolonialne nowo powstałych Włoch
Rok 1871 odmienił scenę polityczną Europy Środkowej na skutek zjednoczenia państw niemieckich i włoskich. Oba kraje nie brały udziału w liczącej sobie w tamtym okresie już blisko pół tysiąclecia epoce kolonializmu, choć państwa Półwyspu Apenińskiego wydały kilku podróżników, jak np. Krzysztof Kolumb z Genui, i postawiły sobie za cel zmienić ten stan rzeczy, co było trudne z uwagi na to, że skolonizowano już większość lądów pozaeuropejskich. O ile Niemcom się to w stosunkowo krótkim czasie udało (za pomocą siły i dyplomacji) to Włochy, kraj wielkich kontrastów, podzielony na bogatą północ i ubogie południe (w ogólnym rozrachunku ekonomicznym pozostający wszakże daleko w tyle za europejskimi mocarstwami) oraz zacofany gospodarczo i politycznie, nie były na tyle silne i znaczące na arenie międzynarodowej.
Pierwszym celem zwolenników włoskiego kolonializmu była Tunezja, północnoafrykański przyczółek Imperium osmańskiego, teraz będącego już tylko cieniem swej dawnej potęgi. Mieszkało tam wiele osób narodowości włoskiej, co w realiach dziewiętnastowiecznych było wystarczającym pretekstem roztoczenia nad danym krajem „opieki”. Jednak o wpływy w Tunezji walczyły również Zjednoczone Królestwo Wielkiej Brytanii i Irlandii oraz Francja, państwa dużo od Włoch potężniejsze. Szczególne zainteresowanie regionem wykazywała Francja, która, zachęcana przez Niemcy, chciała inkorporować go do swojej algierskiej kolonii. Włosi, którym początkowo wystarczał status Tunezji jako swojej strefy wpływów, od 1879 rozpoczęli intensywną kampanię na rzecz anektowania tego kraju. Kiedy w dwa lata później okazało się, że celu nie uda się w stu procentach osiągnąć, spróbowano pójść z Francją na kompromis i podzielić Tunezję między oba państwa. Ostatecznie w maju tegoż roku francuskie wojska, pod pretekstem stłumienia powstania buntowników, wkroczyły do Tunezji i roztoczyły nad nią protektorat.

### Wojna z Etiopią
Wojna włosko-abisyńska toczyła się w latach 1894–1896. Jej przyczyną była interpretacja traktatu włosko-abisyńskiego z 1889, w którym Włosi, wbrew ustaleniom dwustronnym, ogłosili Abisynię swoim protektoratem. W odpowiedzi cesarz Menelik II wypowiedział traktat. Włosi potraktowali to jako pretekst do wojny i ich wojska wkroczyły do prowincji Tigra, gdzie zostały pokonane w bitwie pod Aduą 1 marca 1896. Klęska w wojnie spowodowana była złym przygotowaniem Włoch do wojny. Do walki zmobilizowali oni tylko 17 tysięcy żołnierzy, podczas gdy Etiopczycy 150 tysięcy. Wojna powstrzymała ekspansję Włoch w tym rejonie na prawie 40 lat.

### Zdobycie Libii
W wyniku wojny włosko-tureckiej (1911–1912) terytoria stanowiące obecną Libię przeszły pod panowanie Włochów, którzy doprowadzili do zjednoczenia trzech krain (Trypolitania, Cyrenajka i Fazzan) i utworzenia kolonii o nazwie Libia. Włosi osiedlali w Libii osadników oraz prowadzili italianizację miejscowej ludności. Po zajęciu przez Włochy Trypolisu w 1911 w kraju wybuchło powstanie kierowane przez bohatera narodowego Libii Umara al-Muchtara. Walki partyzanckie koncentrujące się głównie w rejonie Gór Zielonych (Al-Dżabal al-Achdar) w Cyrenajce trwały do 1935. W celu zdławieniu powstania Włosi utworzyli w Libii obozy koncentracyjne, w których przetrzymywano łącznie 125 000 osób, głównie mężczyzn mogących stanowić kadrę partyzantki. Pomimo sytuacji w kraju kontynuowana była polityka osadnictwa i w latach 30. w Libii mieszkało już około 100 tysięcy Włochów, którzy stanowili 10% ogółu ludności.

#### Dodekanez
Traktat pokojowy z Turcją przewidywał m.in., że Włochy wycofają się z Dodekanezu. Włosi zlekceważyli jednak ten punkt umowy, a Turcja wobec własnej słabości nie była w stanie go wyegzekwować.

### Podbój Etiopii
Wielkie rozczarowanie społeczeństwa włoskiego, spowodowane niewielkimi zdobyczami terytorialnymi po zakończeniu I wojny światowej musiało zostać zażegnane. Zagarnięcie innych europejskich ziem nie było możliwe, więc wybór Benito Mussoliniego padł na Cesarstwo Abisynii. Było to jedno z trzech niepodległych państw Afryki, obok Liberii i Egiptu.
W roku 1935 włoska armia wkroczyła na tereny Etiopii. Włosi szybko zdobywali tereny, gdyż ich wyposażenie było znacznie lepsze niż armii abisyńskiej. Włosi dysponowali lotnictwem, artylerią i bronią chemiczną. Cesarz Abisynii próbował ratować kraj na różne sposoby. Jednym z nich było manifestowanie swojego niezadowolenia na forum Ligi Narodów. Nie przyniosło to jednak większych skutków, prócz usunięcia Włoch z tejże organizacji.
Cesarz Haile Selassie I musiał szukać schronienia w Wielkiej Brytanii. Do swojego kraju powrócił dopiero w roku 1941, podczas konfliktu pomiędzy Wielką Brytanią a Włochami. Konflikt ten wykorzystała również cała Abisynia, odzyskując swoją niepodległość. Ułatwiły to działania Brytyjczyków i partyzantów.

### Próby ekspansji w czasie II wojny światowej
W czasie II wojny światowej Włochy były sojusznikiem hitlerowskich Niemiec. Włosi liczyli, że uda im się zająć część brytyjskich i francuskich kolonii w basenie Morza Śródziemnego.